# Lascellas-Ponzano
Lascellas-Ponzano är en kommun i Spanien.   Den ligger i provinsen Provincia de Huesca och regionen Aragonien, i den nordöstra delen av landet, 400 km nordost om huvudstaden Madrid. Antalet invånare är 143. Arean är 27,0 kvadratkilometer. Lascellas-Ponzano gränsar till Abiego.
Terrängen i Lascellas-Ponzano är huvudsakligen platt.